# ASG Vorwärts Kamenz
Maillots
Dernière mise à jour : 16 février 2011.
L’ASG Vorwärts Kamenz fut un club sportif allemand localisé dans la ville de Kamenz dans la Saxe. Ce club exista de 1974 à 1985.

## Histoire
L’Armee Sportgemeinschaft Vorwärts Kamenz porta le nom d’ASG Vorwärts Cottbus jusqu’en 1974, ensuite ce club fut transféré, par décision politique, vers la localité de Kamenz.
Le club occupa immédiatement les premiers rangs de la Bezirksliga Dresden. Après deux places de vice-champion, le club, qui s’illustra aussi dans la Bezirkspokal (Coupe régionale), remporta le titre et monta en DDR-Liga à la fin de la saison 1978-1979.
Le club s’installa au deuxième niveau du football est-allemand jusqu’au terme du championnat 1983-1984. Il fut alors relégué.
La saison suivante, Vorwärts Kamenz termina avant-dernier de la Bezriksliga Dresden. Renvoyé en Bezirksklasse, le club fuit alors dissous.

## Palmarès
- Champion de la Bezirksliga Dresden: 1979.
- Vice-champion de la Bezirksliga Dresden: 1975, 1978.
- Vice-champion de la DDR-Liga, Groupe D: 1980.
- Vainqueur de la Bezirkspokal: 1976, 1978, 1979.

## Localisation

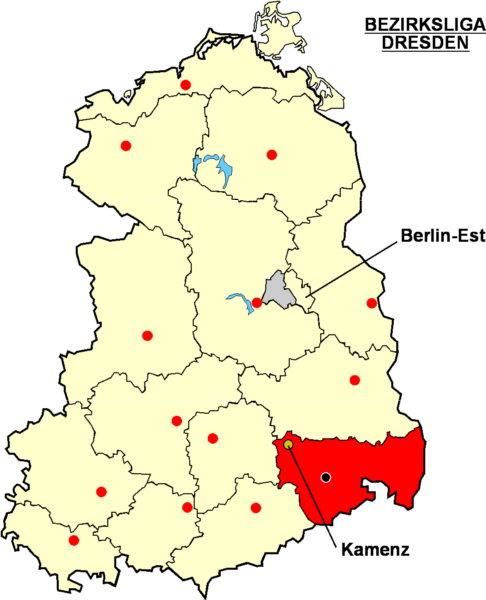
Localisation de Kamenz dans la Bezirksliga Dresden

## Anciens joueurs
- Wolfgang Altmann
- Frieder Andrich
- Jörg Bär
- Ulrich Göhr
- Lutz Hovest
- Michael Schneider
- Falk Zschiedrich